# Hans Espen Jordhøy
Hans Espen Jordhøy (Elverum, 5 ottobre 1975) è un giocatore di calcio a 5 e calciatore norvegese, universale del Solør.

## Carriera
Jordhøy ha cominciato a giocare per il Solør a partire dal 2004. Dalla stagione 2008-2009, la squadra ha iniziato a militare nella Futsal Eliteserie, campionato riconosciuto dalla Norges Fotballforbund. Il Solør è rimasto nella massima divisione fino al termine dell'annata 2013-2014.
Attivo anche nel calcio, ha vestito le maglie di Flisa, Kjellmyra e Grue, nelle serie minori del campionato norvegese.